# Buseu
Buseu es un pequeño pueblo, a veces despoblado, perteneciente al municipio de Bajo Pallars, en la comarca leridana del Pallars Sobirá. En 2013 tenía 1 habitante. Está situado en el sector oriental del término, en la zona de Baén, en una loma (1342 m), dominando sobre el camino hacia el Alto Urgel.

## Noticia histórica
Buseu ya es nombrado a comienzos del s. IX por la venta de unos terrenos al abad de Gerri. En 1011, el monasterio consigue la posesión de todo el término y parroquia, aunque su jurisdicción no queda muy clara. En el siglo XIX formaba una entidad municipal propia junto con San Sebastián de Buseu, pero a mediados de ese mismo siglo tuvieron que unirse a Baén para formar ayuntamiento.

## Iglesia de San Saturnino
La iglesia de San Saturnino es una construcción románica (probablemente de la primera mitad del siglo XII), de una sola nave rectangular con ábside semicircular. El tejado, a dos aguas, era 
originariamente de losas de piedra siendo después reemplazadas por tejas. En todo el alero del edificio aún se puede apreciar el material original. La puerta inicial, que se encontraba en la pared S, fue tapiada y abierta una nueva en la fachada O, coronada esta por un campanario de espadaña de dos ojos, también añadido a la construcción inicial. Se conserva en muy buen estado.

## Recallers
Se trata de un antiguo pueblo, actualmente en ruinas, situado estratégicamente sobre un espolón rocoso que domina la antigua ruta entre el Pallars y el Alto Urgel. De la carretera que viene de Baén, unos 500 m después de pasar Buseu, parte un pequeño camino que lleva al lugar. Allí se aprecia un foso de entrada al recinto y los restos de una construcción defensiva, una pequeña iglesia y las viviendas, todo ello sobre dicho espolón, alargado y estrecho (150 x 14 m). Por sus 
características constructivas, el castillo y la iglesia se pueden datar entre finales del s. XI e inicios del XII. Sin embargo, el asentamiento es anterior, pudiendo suponerse su inicio hacia los siglos VIII-IX y su total abandono hacia el XIII o XIV.

## Buseu en el Madoz
Buseu aparece citado en el Diccionario geográfico-estadístico-histórico de España y sus posesiones de Ultramar, obra de Pascual Madoz. Por su gran interés documental e histórico, se transcribe a continuación dicho artículo sin abreviaturas y respetando la grafía original.

BUSEU: lugar que forma ayuntamiento con San Sebastian de Useu, distancia ½ hora, en la provincia de Lérida (29 horas), partido judicial de Sort (5), audiencia territorial y capitania general de Cataluña (Barcelona 48), diócesis de Urgel (3), Abadiato de Gerri: se halla 
SITUADO en la falda de unas montañas muy elevadas, y está combatido principalmente por los vientos de norte y este: su CLIMA es frio, y se padecen 
comunmente inflamaciones y apoplegias. Tiene 9 CASAS y la iglesia (San Bernardo), es aneja de la de Bahent, de la cual dista una hora: confina el TÉRMINO norte con Frexes; este Castellás, sur Espluga, y oeste Useu, en cuya jurisdiccion está comprendido el manso llamado de Racalles distante ¾ de hora. El TERRENO es áspero, pedregoso y montuoso; y en él se encuentran á ¾ de hora por la parte este, algunos montes poblados de pinos, tan altos como sus inmediatos los llamados de Cuberas y Bahent: los CAMINOS locales y de herradura, conducen á los pueblos limitrofes de Bahent, Useu y Castellás: la CORRESPONDENCIA la reciben de la carteria de Gerri el mismo dia que llega á este punto. PRODUCTOS: centeno, cebada, patatas, ganado cabrio y vacuno, que es el preferido: hay caza de perdices, conejos y liebres. INDUSTRIA: se importa del interior de la provincia, vino y aceite, y se estrae alguna cantidad de ganado. POBLACION, RIQUEZA y CONTRIBUCION con San Sebastian de Buseu. (Véase)